# آيت سعيد (قبيلة)
قبيلة آيت سعيد إحدى أشهر القبائل الريفية النفزية الأمازيغية التابعة لإقليم الناظور، وكانت من قبل منضوية في دائرة الريف (تتكون دائرة الريف من القبائل الآتية آنذاك: قبيلة آيت سعيد، قبيلة آيت أوليشك، قبيلة تمسمان ثم قبيلة آيت توزين). وبعد استقلال المغرب استمر نفس التقسيم داخل إقليم الناظور إلى غاية سنة 1992 لتصبح هذه القبيلة تابعة لدائرة الدريوش. وتعتبر هذه القبيلة من القبائل المهمة بإقليم الناظور، وقد ساهمت هذه القبيلة مساهمة فعالة في المعارك ضد الإسبان أثناء المد الاستعماري بإقليم الناظور منذ سنة 1909 _ 1926م، أي منذ أوّل نزوله بأرض الريف، حيث كانت من أبرز القبائل المقاتلة إلى جانب البطل الشريف محمد أمزيان، وقد تحدث عن ذلك مؤرخون، منهم الحاج العربي الورياشي الذي، وفي معرض حديثه "عن القبائل التي كانت تقوم بمحاربة الإسبان مع الشريف بعد احتلالهم قلعية وكبدانة وولاد ستوت" كتب يقول : "كانت قبيلة بني سعيد هي الحجر الأساسي من ستة عشر إلى ستة وعشري وتسعمئة وألف. لأنّ العدو كان واقفا على أبوابها منذ أوّل التاريخ، وحاول مرارا اقتحام أرضها فلم يفلح لشجاعة أهلها ووعورة جبالها" ويضيف في حديثه عن شجاعة هؤلاء الرجال الجبال فيقول: "وكان جمهورهم يحضر الحرب، وكان عدد رجالها المسلحين نحو خمسة آلاف". ثم يضيف قائلا: "بخلاف غيرهم من القبائل فإنهم يحضرون بالمناوبة، ولذلك تستحق أن نسمي بني سعيد الشهيدة". ثم بعد ذلك ساهم آيت سعيد بقوة في مقاومة الاستعمار الإسباني على عهد البطل محمد بن عبد الكريم الخطابي.. وهي من القبائل التي لم تستطع إسبانيا احتلالها إلا قبيل معركة أنوال بشهور قليلة. وتقع على حدود قبيلة قلعية شرقا وعلى قبيلة آيت وليشك وقبيلة تمسمان غربا وعلى قبيلة آيت بويحيي وقبيلة مطالسة جنوبا وعلى البحر الأبيض المتوسط شمالا. الجماعات القروية الأربعة المكونة لقبيلة آيت سعيد هي كالتالي:
- جماعة آيت مايت
- جماعة أمجاو
- جماعة دار الكبداني
- جماعة تازاغين

## أعلام
- عبد الكريم فاشتالي